# Eleutherobia vinadigitaria
Eleutherobia vinadigitaria is een zachte koraalsoort uit de familie Alcyoniidae. De koraalsoort komt uit het geslacht Eleutherobia. Eleutherobia vinadigitaria werd in 2001 voor het eerst wetenschappelijk beschreven door Williams & Little. 